# Länsväg 364
De Zweedse weg 364 (Zweeds: Länsväg 364) is een provinciale weg in de provincie Västerbottens län in Zweden en is circa 130 kilometer lang.

## Plaatsen langs de weg
- Umeå
- Ersmark
- Flurkmark
- Botsmark
- Burträsk
- Bodbysund
- Västra Hjoggböle
- Hjoggbölefors
- Långviken
- Skellefteå

## Knooppunten
- In de buurt van E4, Riksväg 92 en Länsväg 363 bij Ersmark (begin)
- E4 bij Skellefteå (einde)